# Víctor García Verdura
Víctor García Verdura (Mataró, Barcelona, España, 12 de octubre de 1994) es un árbitro de fútbol español. Pertenece al Comité de Árbitros de Cataluña.

## Temporadas
| Categoría            | País   | Años              | Partidos |
| -------------------- | ------ | ----------------- | -------- |
| Segunda División "B" | España | 2016 - 2021       | 75       |
| Segunda División     | España | 2021 - 2023       | 0        |
| Primera División     | España | 2023 - Actualidad | 19       |